# Marker Wadden

Ligging van de Marker Wadden en andere nieuwe natuurgebieden in het Markermeer (2022)

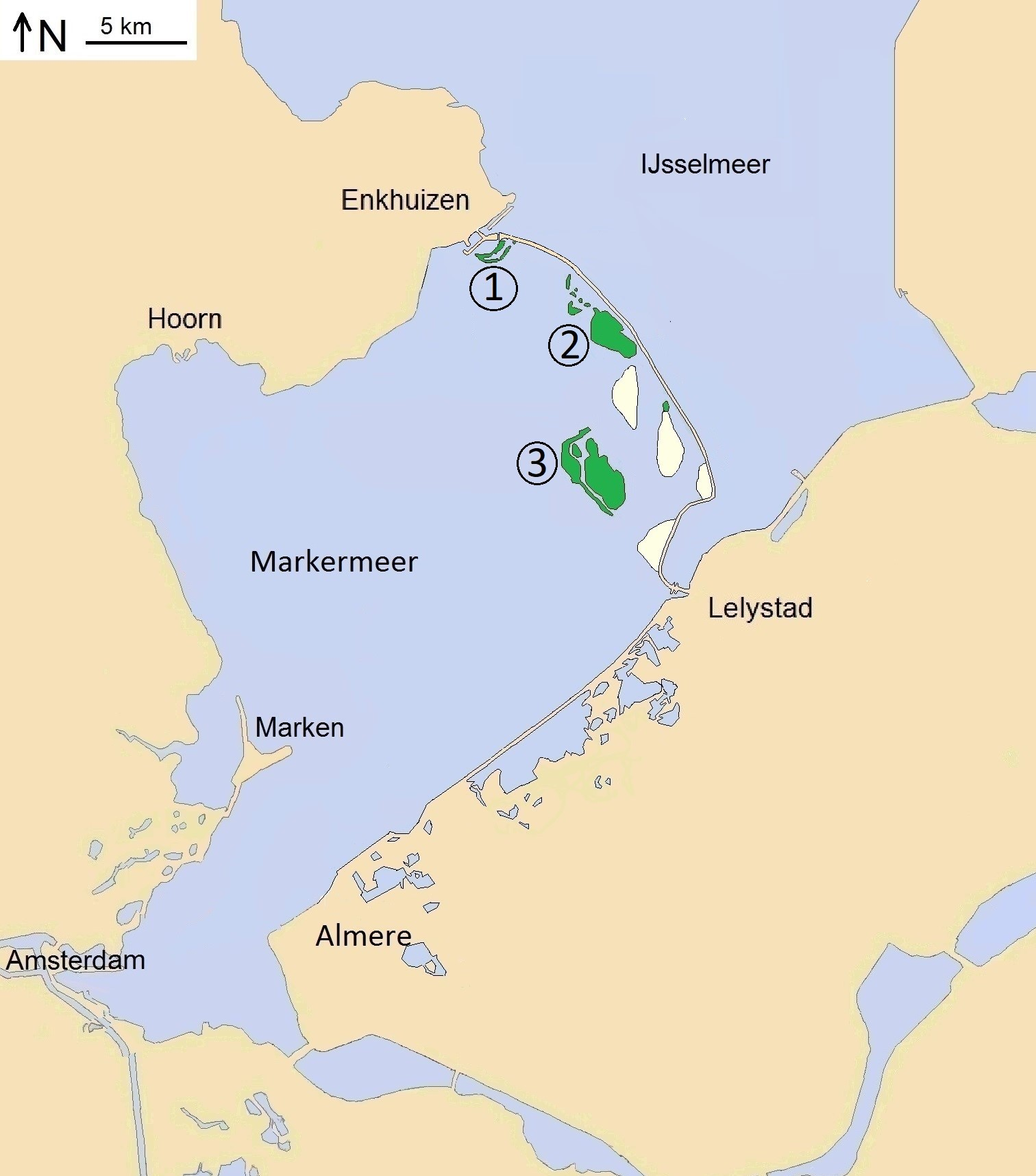
Nieuwe natuurgebieden in het Markermeer (groen= status 2022)
1 = Natuurgebied bij het naviduct
2 = Trintelzand
3 = Marker Wadden
Gebieden in wit = in project.

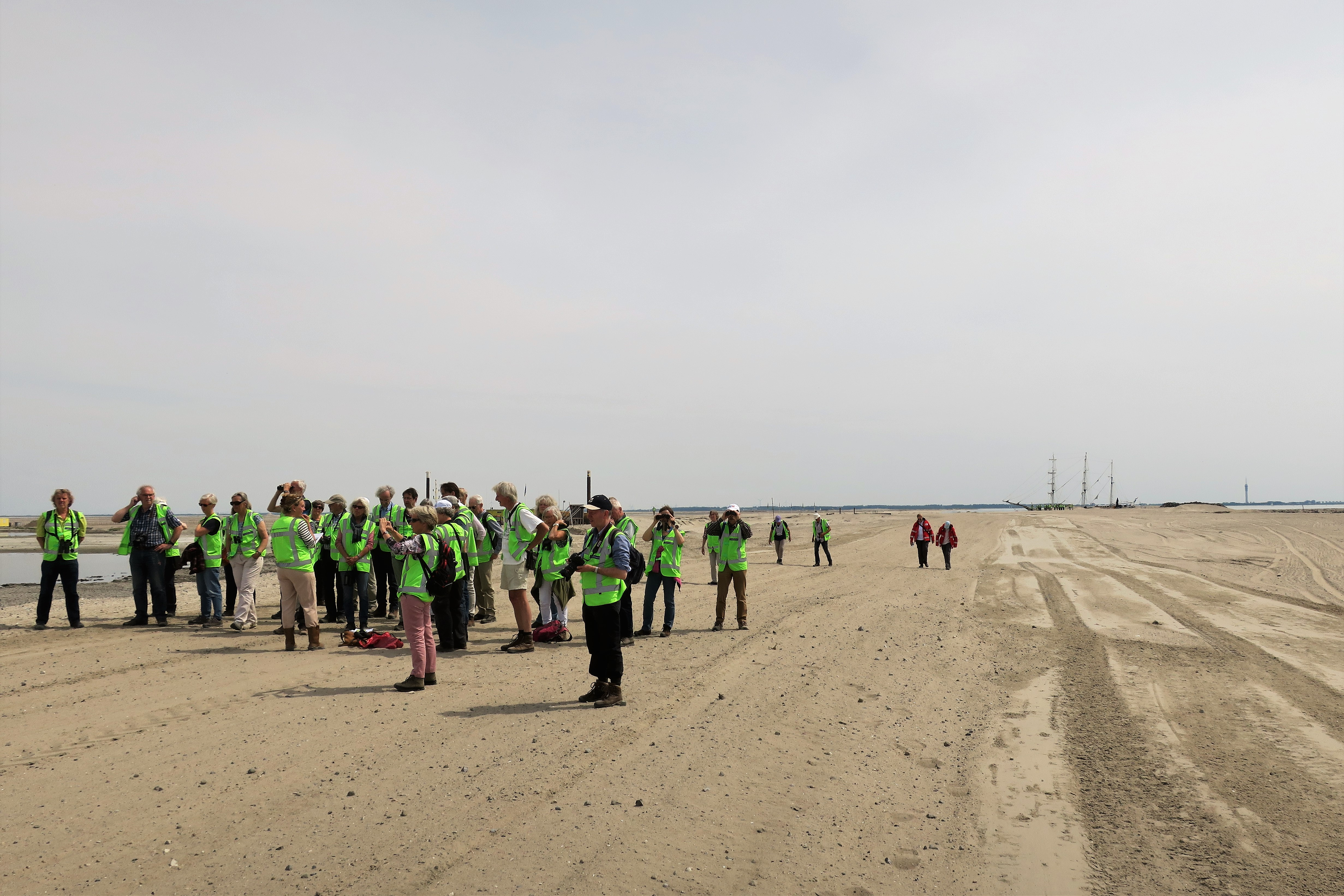
Rondleiding op 12 mei 2018

Marker Wadden is een cluster van vijf nieuwe, onbewoonde natuureilanden, die van 2016 tot 2021 kunstmatig in het Nederlandse Markermeer zijn aangelegd. De eilanden liggen gesitueerd op ongeveer vier kilometer van de Houtribdijk, die Enkhuizen en Lelystad verbindt. De afstand tot Lelystad bedraagt negen kilometer. Het cluster eilanden vormde voorlopig de eerste fase van een project dat in de toekomst verder zal of kan worden uitgebreid. In deze fase hebben ze een oppervlakte van ongeveer 800 hectare, ruim één procent van het hele Markermeer. Marker Wadden maakt samen met de Oostvaardersplassen en de Lepelaarplassen deel uit van Nieuw Land, het nieuwe Nationaal Park dat in 2018 is gevormd. 
Het grootste eiland heeft een haven en een aantal natuurvriendelijke gebouwen, die tezamen de Nederzetting op Marker Wadden vormen. Alleen dit hoofdeiland is (in beperkte mate) voor publiek toegankelijk. Er wordt gestreefd naar een natuur- en recreatiegebied met een oppervlakte van uiteindelijk 10.000 hectare (een zevende van het Markermeer), waarvan 4500 hectare bovenwaterlandschap en 5500 hectare onderwater. Hiermee is het een van de grootste natuurprojecten van West-Europa. Het project, waarin Natuurmonumenten en Rijkswaterstaat samenwerken, beoogt ecologisch herstel door verbetering van de bodem- en waterkwaliteit, maar levert tevens een grote bijdrage aan de biodiversiteit in dit gedeelte van het Markermeer. 
De eilanden worden aangelegd met zand, klei en slib uit het Markermeer. Het project draagt bij aan het natuurherstel van het kwaliteitsarme meer, dat ecologisch gezien in een slechte toestand verkeerde. Ten gevolge van het afsluiten van het Markermeer door de Houtribdijk hoopte zich gedurende vele decennia slib op. Dit slib, in combinatie met de turbulentie van het water, maakte het water in het Markermeer troebel en verstikte het bodemleven, waardoor de ecologische kwaliteit van dit natuurgebied achteruitging. Vissen, waterplanten en schelpdieren hadden moeite met overleven, waardoor er voor trekvogels gebrek aan voedsel dreigde te ontstaan. Met gebruikmaking van dit slib zijn de eilanden gebouwd.

## Naam
Ondanks haar meervoudige verschijningsvorm is de woordgroep Marker Wadden in haar geheel een eigennaam. Zij krijgt dan ook niet het lidwoord 'de' voor zich. Hoewel de namen Markermeer en Markerwaard een ander woordbeeld te zien geven, moet de spelling Marker Wadden ook niet beschouwd worden als een voorbeeld van onjuist spatiegebruik; 'Marker' is hier een los bijvoeglijk naamwoord (vgl. Königsberger Klopse, Dokkumer Nieuwe Zijlen, enz.).
Geologisch gezien is Marker Wadden geen waddengebied; het woord 'wadden' is verwant aan het Latijnse woord vadum, dat "doorwaadbare plaats" betekent. De naam is hier overdrachtelijk gebruikt vanwege de landvorming, het archipel-karakter en de ecologische waarde van dit vooreilandengebied (hier niet voor een kust, maar voor een dijk gelegen).

## Achtergrond
Het Markermeer is ontstaan in 1976 doordat het van het IJsselmeer werd gescheiden door de voltooiing van de Houtribdijk. Het water in het meer wordt doorgaans via het IJsselmeer afgevoerd, maar wordt ook regelmatig via de vaarten van Flevoland op de Veluwerandmeren gespuid. Dit gebeurt omdat het water van het Markermeer schoner is dan het water in de Randmeren, zodat het de concentraties nitraat en fosfaat daar kan verminderen.
Niettemin is ook het water van het Markermeer niet schoon genoeg. Vanaf de jaren negentig van de twintigste eeuw is het als gevolg van de indijking volgelopen met slib, wat zorgt voor troebelheid en voor verstikking van levensvormen, vooral op de bodem van het meer. Inpoldering van het gebied - om de Markerwaard te creëren - is jarenlang besproken, maar daar kwam in 2003 een einde aan. Hierna zijn er verschillende scenario's opgesteld voor (her)inrichting van het Markermeer, gericht op ecologie, maar ook op recreatie.

## Geschiedenis
De Vereniging Natuurmonumenten stelde in 2012 plannen voor om in het noordoostelijk gedeelte van het Markermeer, niet ver ten zuiden van de Houtribdijk, een natuurgebied aan te leggen met als kernelement een aantal eilanden, die als wadden worden aangeduid. Weliswaar is er in tegenstelling tot de Waddenzee geen getijdenwerking en is het water er zoet, maar refereert de naam aan zogeheten 'windwadden', landbewegingen die in het Markermeer kunnen ontstaan door verschil in hoogte van de waterstand, afhankelijk van de richting en kracht van de wind.
Hiernaast is o.a. in moeras, wilgenbossen en rietvelden voorzien. De waterstand op de eilanden wordt nu nog op een iets hoger peil gehouden, zodat er vooral rietvelden gaan groeien. Het is bij het droogleggen van de grote polders in het IJsselmeer gebleken dat rietvelden belangrijk zijn voor de ontwikkeling van het landschap. Er wordt daarmee op Marker Wadden voorkomen dat er eerst wilgenbossen groeien. Het is de bedoeling dat er zich kwelders ontwikkelen.
Het eerste (en voorlopig nog enige) eilandgebied wordt in totaal zo'n 800 hectare groot (het Markermeer is circa 70.000 ha groot). Het kan in de loop van de tijd doorgroeien tot 10.000 hectare (een zevende deel van het Markermeer). Ook wordt er dan een onderwaterlandschap met paaiplaatsen, geulen en slinken van ongeveer 1.000 hectare aangelegd. Het is daarmee een van de grootste natuurprojecten van West-Europa. Er worden vaker eilandjes opgespoten om natuurontwikkeling te stimuleren, maar de 'archipel' die Marker Wadden gaat vormen is technisch veel lastiger te realiseren. "Het Markermeer is 4,5 meter diep en de bodem een grote blubberpoel. Dat is een groot verschil met het opspuiten van eilandjes in meren met een zandbodem."
Voor de aanleg is onder meer gebruikgemaakt van het aanwezige bodemslib. Er werd gebaggerd met een snijkopzuiger, waarbij geulen werden gegraven die slib konden opvangen, dat door de stroming van het water naar de juiste plekken wordt geleid, zo nodig met behulp van hydrojetten, een vorm van hogedruk-waterstralen. Er zijn op atollen gelijkende raamwerken gecreëerd, die door middel van compartimentalisatie het slib insluiten om zo een eiland op te bouwen.

### Hoofdeiland
De eerste stap bestond uit de realisatie van een eiland van ongeveer 250 hectare. Er is voorzien in een jachthaven, een drijvend bezoekerscentrum, een speelvallei voor kinderen, een netwerk van wandelpaden en een uitkijktoren. In tegenstelling tot de andere delen van Marker Wadden is dit een echt eiland. Dit gaat samen met een dijk, die van het eiland naar het oosten loopt, Marker Wadden beschermen tegen de werking van het water, dus tegen de zuidwestenwind. Maar ook van dit eiland is een onderwaterlandschap een onderdeel.
De bouw begon met de aanleg van onderwaterdammen door kraanschip De Kreeft van Boskalis. De onderwaterdammen vormen de basis voor het natuureiland. Binnen deze dammen wordt het eiland opgebouwd uit klei en slib. Aan de westkant, op de punt waar de wind en de stroming het sterkste zijn, kwam aansluitend op de onderwaterdam van het hoofdeiland een stenen luwtedam die boven het water uitrijst. Deze dam verankert het eiland stevig in het Markermeer en beschermt ook de rest van de archipel. Aan beide zijden van de stenen dam werden twee luwtedammen van zand aangelegd. Die groeien uit tot twee à drie meter hoge duinenrijen, met aan hun voeten brede zandstranden. Er wordt op deze wijze een soort omsluitende kleine 'atol' gevormd door de stenen dam in het westen plus een korte duinenrij in het noordwesten, onderwaterdammen in het noorden, oosten en zuiden, alsmede een lange duinenrij in het zuidoosten. Deze beschermende ring is aan de westelijke en zuidelijke kant meer gesloten en aan de noordelijke en oostelijke kant meer open. Daarbinnen komt een vijftal eilanden. Erbuiten wordt in het zuidwesten een slibgeul gemaakt en in het noordwesten een slibput. Door de natuurlijke stroming in het meer komt het slib vanzelf in deze geul terecht, waarna het gebruikt wordt voor de bouw van het eiland.
Er werd in maart 2016 begonnen met de aanleg van het hoofdeiland. Het eerste stuk eiland kwam op 11 mei 2016 boven water. Door Natuurmonumenten werd dit als een 'mijlpaal' aangeduid, maar het betrof hier nog slechts het fundament van het eerste eiland, dat hierna moest inklinken. Het proces van opspuiten werd nog een aantal malen herhaald voor er in september 2016 een echt eiland ontstond.
Het eerst gecreëerde eiland, 250 hectare groot, is op 24 september 2016 officieel geopend door staatssecretaris Martijn van Dam. Vanaf 2018 is het project open voor publiek. 

### Uitbreiding
Het werd op 8 maart 2017 bekend dat de uitbreiding van Marker Wadden met een tweede, derde, vierde en vijfde natuureiland financieel rond was. Ze zijn in de twee jaar daarna gerealiseerd. Na het droogvallen van de vier nieuwe eilanden in de zomer van 2018 is er een moerasvegetatie ontstaan. De natuur blijft er vanaf 2020 ongemoeid. Achter een kilometers lange zanddam liggen de eilanden beschermd tegen storm.
Samen vormen ze een kleine archipel van tezamen ongeveer 1.000 hectare. Het gaat hierbij om een gebied met moerasvegetatie, slikken, ondiepe plassen, kreken en daartussen brede geulen met luw en ondiep water. Hierdoor ontstaat een broed- en rustoord voor vogels met op termijn ook ruimte voor recreatie.

### Nog twee eilanden extra
Vanaf het voorjaar 2021 worden direct achter de eerste vijf eilanden van Marker Wadden nog twee nieuwe natuureilanden aangelegd. In de beschutting van de eerste vijf eilanden wordt de archipel uitgebreid met ongeveer 300 hectare nieuwe natuur, onder en boven water. De twee nieuwe eilanden zijn een extra toevoeging, een verlenging van het huidige project Marker Wadden, passend binnen het bestemmingsplan. In 2022 werden de contouren van deze eilanden 6 en 7 zichtbaar. In 2023 wordt het project opgeleverd.

## Beheer

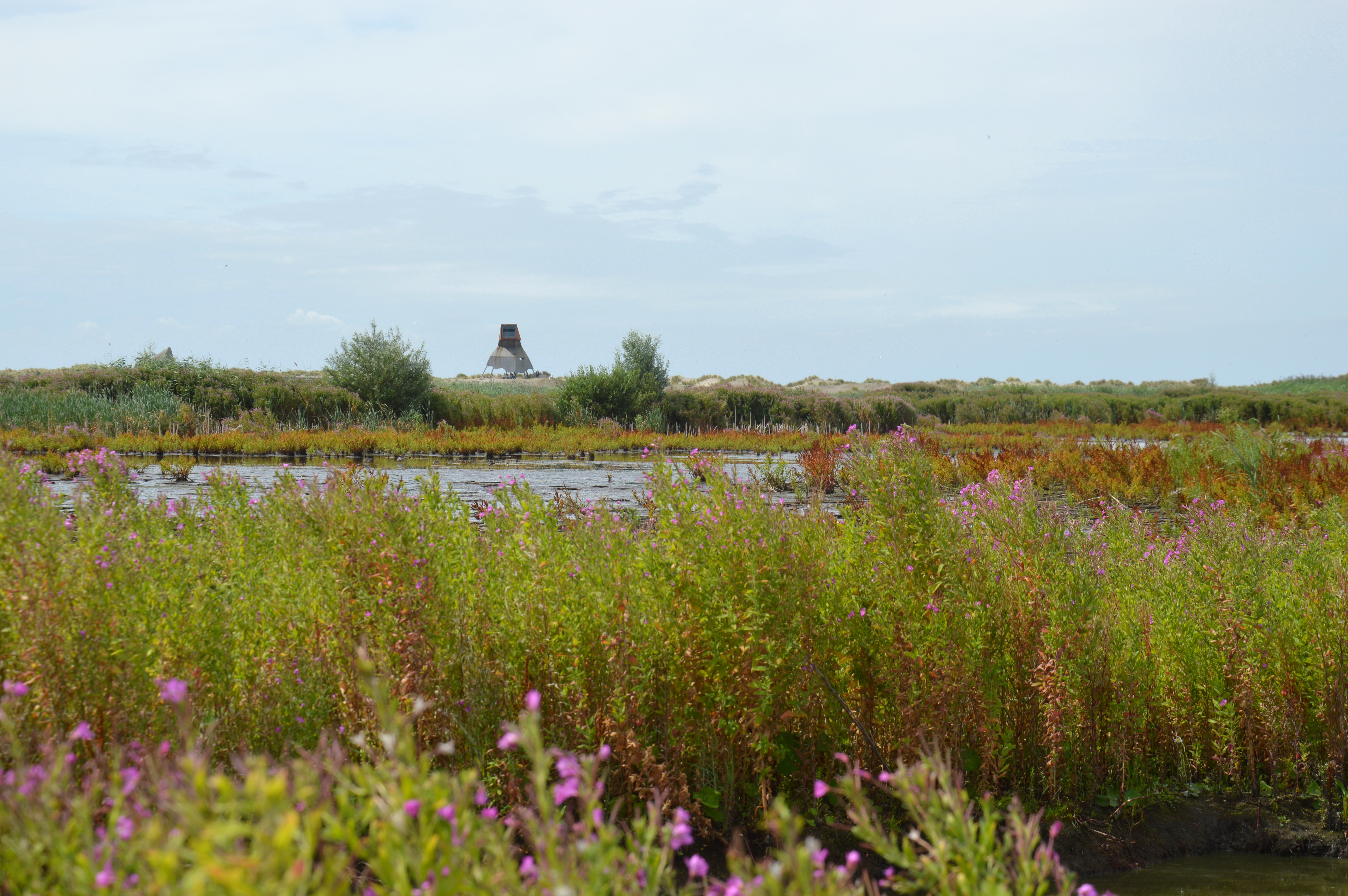
Nieuwe natuur op het hoofdeiland (2022)

Natuurmonumenten is beheerder van dit nieuwe natuurgebied. De vereniging heeft met name de ambitie om met Marker Wadden de vogelrijkdom in het Markermeer te verbeteren. De rust in dit gebied trekt kwetsbare watervogels aan. Essentieel voor de visetende vogels in het Markermeer is de aanwezigheid van vis, in het bijzonder van spiering.
Binnen het 'Kennis- en Innovatieprogramma Marker Wadden' onderzoeken Rijkswaterstaat, Natuurmonumenten, Deltares en EcoShape gedurende meerdere jaren hoe het ecosysteem van Marker Wadden zich ontwikkelt. Blijkens een tussenrapportage van mei 2020 ontwikkelt de natuur van Marker Wadden zich razendsnel. Al uit onderzoek van februari 2020 bleek dat de beschikbaarheid van voedingsstoffen in het water door de aanleg van Marker Wadden flink is toegenomen. Ook stimuleerden de nieuwe, ondiepe oeverzones vegetatie, zoöplankton, insecten en macrofauna, en jonge vis. Deze organismen zijn weer voer voor vogels en vissen, en Marker Wadden zijn dus in staat het lokale aquatische voedselweb te stimuleren.

## Financiering en samenwerking
De kosten van de beoogde kleine archipel met vijf eilanden zijn geraamd op 75 miljoen euro. Aanleg van het hoofdeiland kostte 50 miljoen euro. Alleen de financiering daarvan was bij de start gedekt. De aanleg van de overige eilanden zal door dit baken een stuk goedkoper worden. Een eventueel latere, verdere uitbouw van de archipel zou nog eens 225 miljoen euro gaan kosten.
In 2012 kreeg Natuurmonumenten 15 miljoen euro van de Nationale Postcode Loterij voor het project. Daar kwam begin 2013 een bijdrage van 30 miljoen euro van het rijk bij. Dit bij elkaar maakte het initiëren van het project financieel mogelijk. Voor het daadwerkelijk uitvoeren van het vervolg zocht Natuurmonumenten naar andere (markt)partijen, waaronder de provincie Noord-Holland en de Europese Unie. Ook was er een crowdfunding-campagne. Voor het project is een bestemmingsplan opgesteld, dat op 3 december 2013 door de gemeenteraad van Lelystad werd aangenomen. Er wordt formeel door Natuurmonumenten samengewerkt met Rijkswaterstaat, het Ministerie van Infrastructuur en Waterstaat, het Rijksvastgoed- en Ontwikkelingsbedrijf en het Ministerie van Economische Zaken, Landbouw en Innovatie. Het project werd in mei 2014 opgenomen in de zevende tranche van de Crisis- en herstelwet. Ook liet de Tweede Kamer geld uit het topsectorenbeleid vrijmaken voor het project. Het nieuwe natuurgebied moet een van de projecten zijn die Nederland helpen te voldoen aan de doelstellingen van Natura 2000.

Natuurmonumenten heeft op 2 februari 2017 van de Postcode Loterij nog eens bijna 7 miljoen euro gekregen voor de aanleg van de Marker Wadden. Het project kreeg in 2012 van deze donateur al 15 miljoen euro. De nieuwe bijdrage van de loterij wordt voornamelijk gebruikt voor de doorgroei van het project richting Enkhuizen.
Ingenieursbureau Royal HaskoningDHV adviseerde Natuurmonumenten bij het project. Rijkswaterstaat begon in 2013 met het creëren van proefmoerassen. Deze werken maakten geen deel uit van het project Marker Wadden, maar vormden daar wel de voorloper van.
Baggerbedrijf Boskalis maakte op 14 september 2015 bekend dat zij het contract voor de eerste fase van het project toegewezen hadden gekregen. Een week later werden de plannen voor de uitvoering daarvan gepresenteerd. Het bagger- en opspuitwerk wordt uitgevoerd door het baggerschip Edax, dat eerder ook werd ingezet bij de aanleg van de Tweede Maasvlakte en bij de uitbreiding van het Suezkanaal in Egypte. Uitvoerder was Jorrit de Groot, senior projectingenieur bij Boskalis.

## Voor- en tegenstanders
Onder de voorstanders horen onder meer Vogelbescherming Nederland, de ANWB en VNO-NCW.
De IJsselmeervereniging stond aanvankelijk overwegend positief ten opzichte van het plan, maar tijdens een (bindende) ledenraadpleging eind augustus 2013 bleek twee derde van de leden zich tegen de Marker Wadden uit te spreken.

## Prijzen

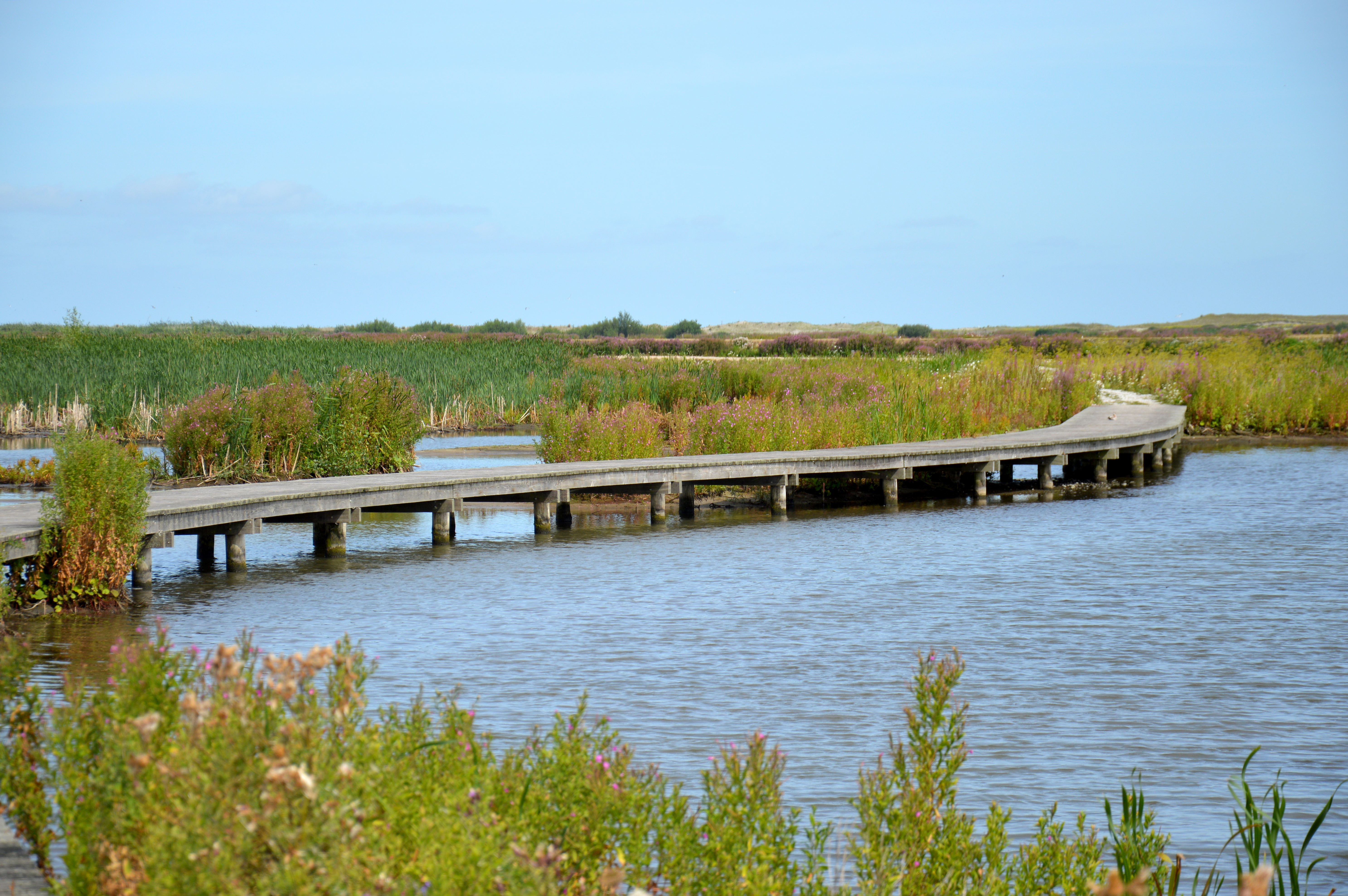
Vlonderpad op het hoofdeiland (2022)

- Het project Marker Wadden  heeft in februari 2017 de 'Groene Pluim' 2017 gewonnen. De prijs is een initiatief van Natuur- en Milieufederatie Flevoland en werd voor de achtste keer uitgereikt.[31]
- In 2021 won de Marker Wadden de prestigieuze prof.dr.ir. J.F. Agema-prijs.[32] De jury oordeelde: 'De afname van de biodiversiteit is een vraagstuk dat ons allemaal raakt. Dit project laat zien dat deze en toekomstige generaties waterbouwers een belangrijke rol kunnen vervullen in het verbeteren van de biodiversiteit en ecologische ontwikkeling. Daarmee draagt het project bij aan de toekomstige ontwikkeling van ons vakgebied, nationaal maar zeker ook internationaal biedt het grote mogelijkheden voor vervolgprojecten.’

## Varia
- Milieubeschermer Wouter van Dieren betitelde het concept Marker Wadden als plagiaat, omdat hij er een kopie in meende te zien van zijn eigen 'Almería Archipel', een voorstel uit 1996.[33]
- Er voer vanaf december 2016 dagelijks een schip vanuit Monnickendam met schone bagger naar de Marker Wadden. De twee havens in Monnickendam moesten noodzakelijk worden uitgediept. In totaal werd tot april 2017 ongeveer 50.000 kubieke meter baggerslib vanuit Monnickendam vervoerd naar de bouwplaats van Marker Wadden. Voor de aanleg van de eerste fase van de Marker Wadden is in totaal 10 miljoen kuub slib en klei nodig. Dat komt uit de directe omgeving, waarvoor een drijvende pijpleiding van 800 meter is gebruikt.
- Bij de Tweede Kamerverkiezingen op 15 maart 2017 werd een stemlokaal ingericht op de Marker Wadden. De kiezers moesten in Lelystad wachten om hierheen te kunnen varen.[34]
- Op 20 april 2019 vertrok de eerste reguliere veerboot van Lelystad naar de Marker Wadden.[35]